# Vrouw met parasol (Monet)

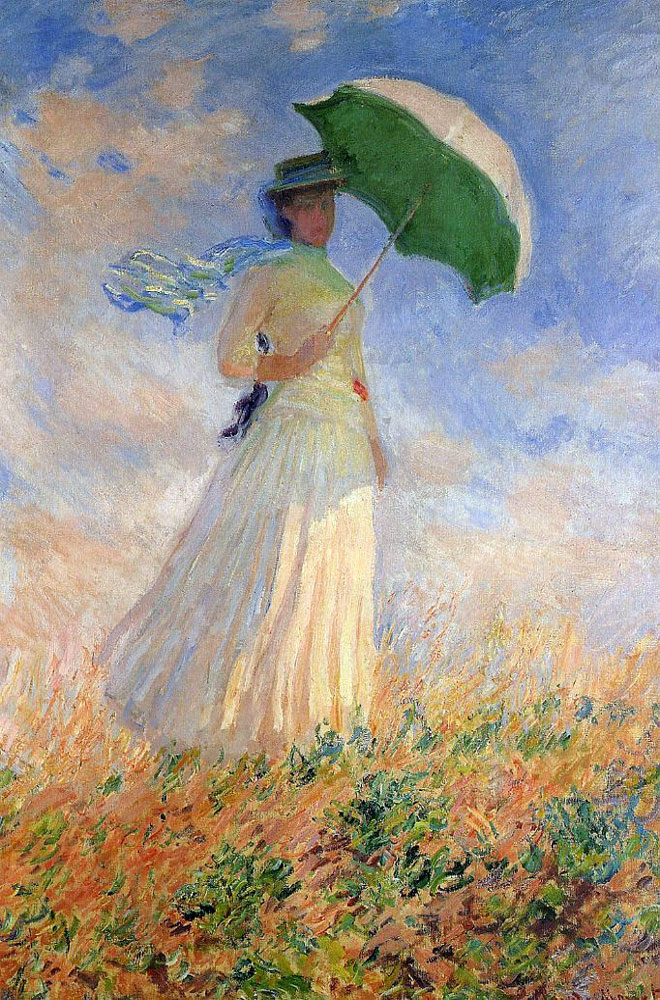
Vrouw met parasol gedraaid naar rechts, 1886, 130,5 x 89,3 cm, Musée d'Orsay

Vrouw met parasol gedraaid naar links (Frans: Femme à l'ombrelle tournée vers la gauche) is de titel van een schilderij van de impressionistische Franse kunstschilder Claude Monet uit 1886, 131 x 88,7 centimeter. Het is een openluchtstudie van Suzanne Hoschedé op een eilandje in de Seine. Van het schilderij bestaat een sterk overeenkomstige pendant in dezelfde afmetingen, met Hoschedé gedraaid naar rechts. Beide schilderijen bevinden zich thans in het Musée d'Orsay te Parijs.

## Context
In het voorjaar van 1886 reisde Monet voor korte tijd af naar Nederland om er te schilderen. Toen hij terugkeerde naar Frankrijk werkte hij gedurende de zomer in het landschap bij Giverny, begeleid door Blanche Hoschedé, de dochter zijn beschermheer, kunstverzamelaar Ernest Hoschedé. Blanche fungeerde in die tijd als zijn assistente. Haar zus Suzanne Hoschedé stond regelmatig model voor Monet en poseerde ook voor beide versies van 'vrouw-met-parasol'.

## Suzanne Hoschedé
Suzanne Hoschedé werd geboren in 1864 en werd na de dood van Monets eerste vrouw Camille Doncieux diens favoriete model uit de jaren 1880. Ze huwde in 1892 met de Amerikaanse kunstschilder Theodore Earl Butler, die eveneens in Giverny werkte. Enkele weken later trouwde Monet zelf met haar moeder Alice Hoschedé, die sinds ruim een jaar weduwe was. Haar zus Blanche zou in 1897 trouwen met Jean, de zoon uit Monets huwelijk met Camille.
Suzanne kreeg een zoon en een dochter. Ze overleed in 1899, amper 35 jaar oud, na een langdurig ziekbed. Butler hertrouwde een jaar later met Suzannes jongere zus Marthe, die hem eerder bijstond in het opvangen van zijn beide kinderen.

## De afbeelding
Vrouw met parasol gedraaid naar links toont, net als haar pendant Vrouw met parasol gedraaid naar rechts, een jonge vrouw in een wit kleed, met een contrasterende rode gesp. Ze wandelt over een weide tijdens een zonnige zomerdag. Ze wordt geschilderd vanaf haar linkerzijde, met de zon in de rug. De parasol beschermt haar tegen het zonlicht. Haar schaduw werpt zich vooruit over de weide. Ook haar gezicht en rechterarm worden verduisterd door de schaduw. De van achter komende wind ruist door haar kleed en waait haar sjaal in haar gezicht. De wolken op de achtergrond suggereren snelle beweging.

## Typering
Monet schilderde vaak personen in de vrije natuur, met als streven: het 'vangen' en vastleggen van het moment, als het ultieme impressionistische beginsel. Zijn twee versies van Vrouw met parasol waren door hem in eerste instantie bedoeld als een soort van studie over de lichtinval tijdens de vier seizoenen, waarover hij later een serie wilde maken. Zijn Hooibergen uit 1890 schijnen met hetzelfde doel te zijn geschilderd, maar een seizoenenserie is er uiteindelijk nooit gekomen.
Monet gebruikt in beide Vrouw met parasol-portretten een beperkt kleurenpalet, met de grondtonen blauw, rood en geel, aangevuld met mengvormen van groen, violet, oranje en vooral wit. Wit en blauw zijn de hoofdtonen, rood en groen worden vooral gebruikt om te accentueren. Hij hanteert alla prima- en glaceertechnieken, waarbij hij werkte met snelle penseelstreken. De weide is geschilderd in kleine streepjes en dotjes van complementaire kleuren, die een menging suggereren, maar het niet zijn. Monet gebruikt geen zwart, ook niet in de schaduwen.
Artistiek gezien worden Monets versies van Vrouw met parasol meestal niet tot zijn topwerken gerekend. De composities missen volgens veel critici de expressie die zijn eerdere portretten van Camille kenmerkten. Toch zijn de beide portretten gaan gelden als exemplarisch voor de impressionistische schilderkunst uit die periode en prijken ze nog steeds op overzichtswerken en posters. De grondbeginselen van het impressionisme (licht, kleur, het moment, de losse penseelstreken) zijn voor iedereen direct herkenbaar.

## Historie
De beide versies van Vrouw met parasol werden in 1891 met veel succes tentoongesteld in Parijs door kunsthandelaar Paul Durand-Ruel. Niettemin bleven beide werken lange tijd in bezit van de familie Hoschedé. Via Monets tweede zoon Michel werden ze een jaar na de dood van de schilder, in 1927, aangekocht door het Louvre. Vanaf 1986 maken ze deel uit van de collectie van het Parijse Musée d'Orsay.